# Mésange charbonnière
Parus major
Espèce
Répartition géographique
Statut de conservation UICN

 LC  : Préoccupation mineure
La Mésange charbonnière (Parus major) est une espèce de passereaux de la famille des paridés.
Cette mésange, la plus commune et la plus grande des mésanges eurasiatiques, est facilement identifiable grâce à sa calotte et à sa cravate noires, ainsi qu'à son plumage où le jaune domine. Le dimorphisme sexuel est peu marqué.
Présente dans la quasi-totalité de l'Europe, une grande partie de l'Asie et le nord-ouest de l'Afrique, elle occupe de nombreux types d'habitats, qu'il s'agisse de forêts, de taïgas, de parcs ou de jardins, pourvu qu'il y ait des arbres. Elle établit son nid dans une cavité d'arbre ou de muraille, mais occupe également les nichoirs. Si l'espèce est généralement sédentaire et fidèle à son territoire d'année en année, des migrations partielles ont lieu certaines années, probablement en raison de la surpopulation. Grégaire, elle vit en petits groupes en dehors de la période de reproduction.
Elle a un régime alimentaire varié. Si elle est majoritairement insectivore pendant la période de reproduction, elle est plutôt granivore le reste de l'année. C'est ainsi qu'elle fréquente assidûment les mangeoires, où elle recherche des graines, essentiellement de tournesol : quand elle en trouve une, elle se pose sur une branche proche pour la déguster, puis revient. La Mésange charbonnière ainsi que ses petits font à leur tour partie du régime alimentaire de certains oiseaux (Épervier d'Europe et Pic épeiche notamment) et mammifères (Belette d'Europe et Chat domestique notamment).

## Caractéristiques
La Mésange charbonnière est la plus grande et la plus lourde des mésanges (12,5 à 15 cm de long, pour une envergure de 23 à 26 cm et une masse de 12 à 22 g),. Elle est un peu plus svelte que le Moineau domestique.
Elle se caractérise par sa calotte et sa gorge noires, ses joues blanches, son dos vert olive et une bande médiane noire (ou « cravate ») tout le long de la poitrine et du ventre jaune,. Chez la femelle, cette bande est moins large et le jaune moins vif que chez le mâle. Elle a par ailleurs un bec noir, des pattes bleu gris et des yeux marron.
Au niveau de la queue, les rectrices sont brunes bordées de bleu gris. Les rectrices externes sont blanches et les deuxièmes en partant de l'extérieur sont bordées de blanc. S'agissant des ailes, les rémiges sont noires, mais les rémiges primaires internes présentent une bordure jaune et les externes une bordure bleue. Les couvertures alaires sont vert olive avec une extrémité blanche et une bordure bleue. Le principal dimorphisme sexuel concerne la bande noire ventrale, très marquée chez le mâle, interrompue chez la femelle.
Les jeunes ressemblent aux adultes, mais sont globalement plus pâles, ont les joues jaunes et non blanches, et les bordures inférieures noires des joues ne sont pas complètes,.
La Mésange charbonnière effectue une mue partielle de son plumage entre fin juin et fin août.

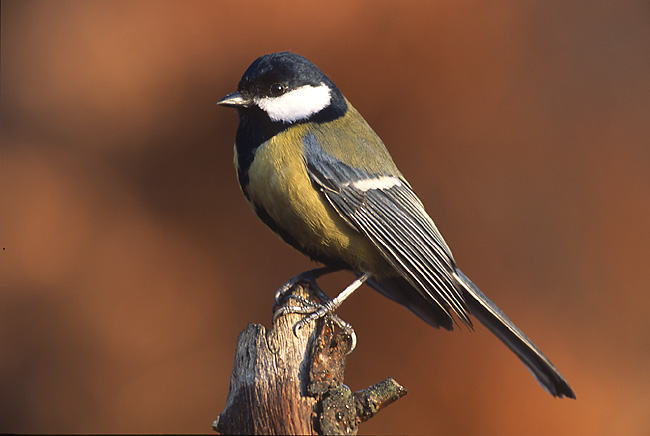
Adulte sur une branche.
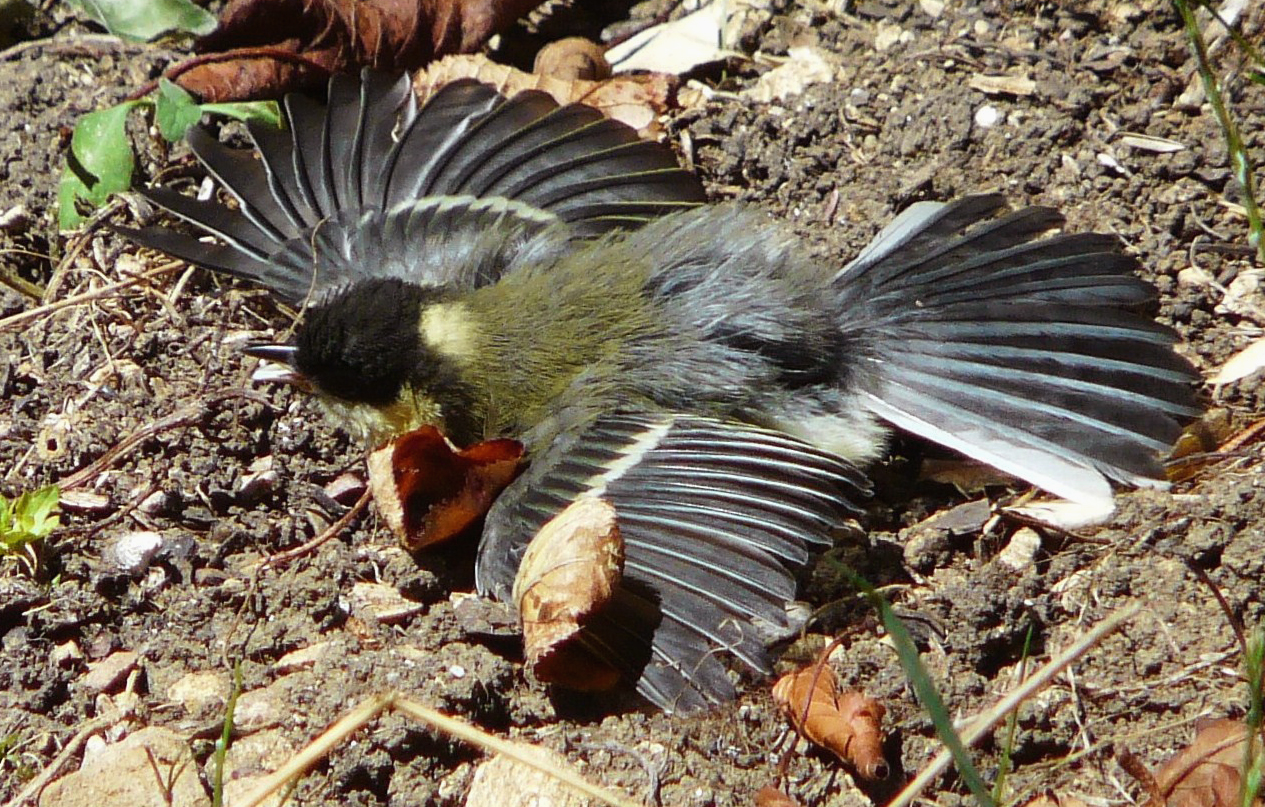
Juvénile se séchant au soleil après un bain.
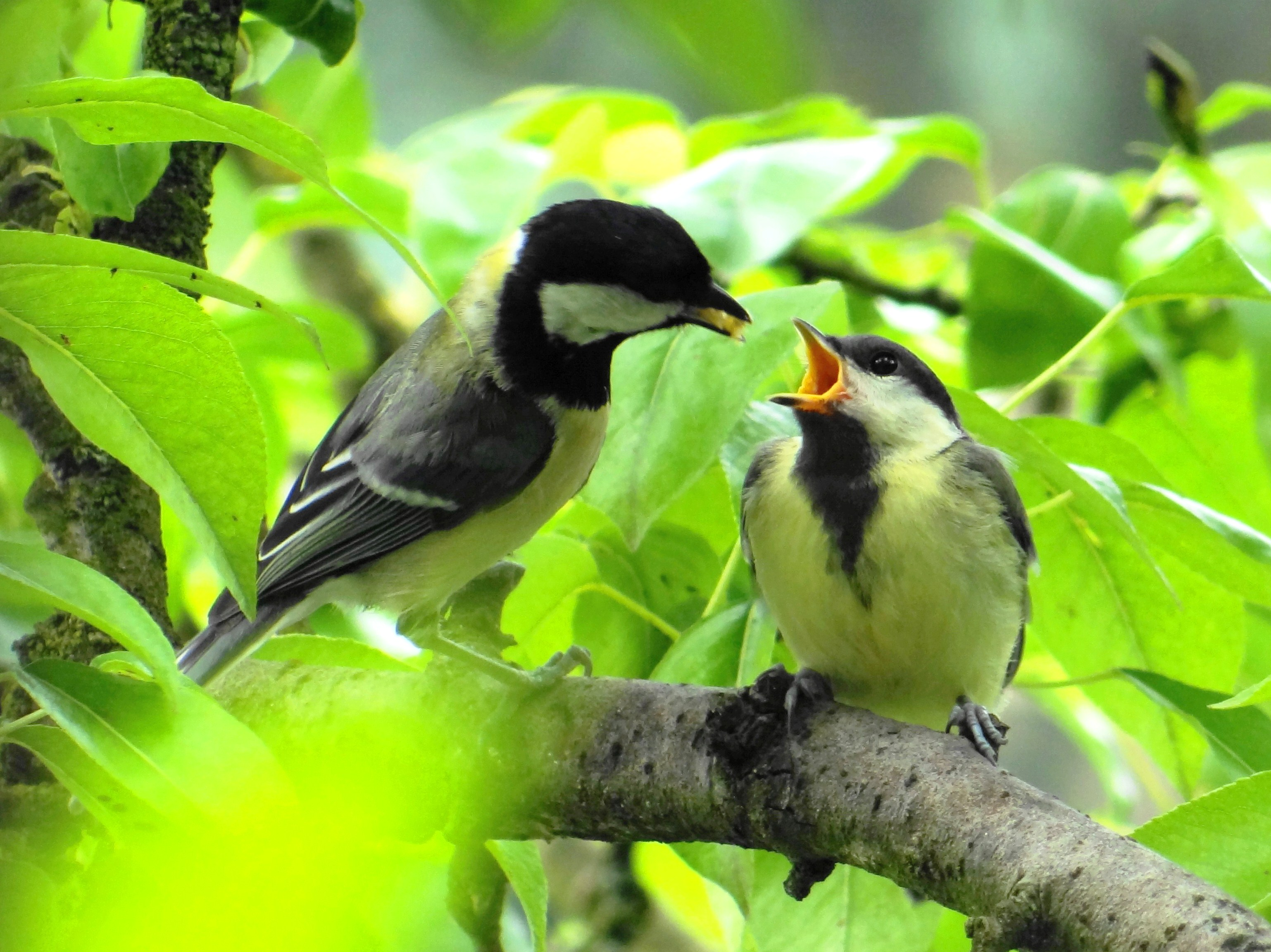
Juvénile nourri par un parent.

Depuis les années 1970, la longueur moyenne du bec des Mésanges charbonnières augmente au Royaume-Uni : cette longueur pourrait avoir évolué en réponse à la nourriture supplémentaire donnée par les Britanniques qui dépensent deux fois plus d'argent que les autres Européens pour acheter des graines d'oiseaux et des mangeoires, les individus au bec plus long y ayant accès plus facilement.

## Écologie et comportement

### Alimentation

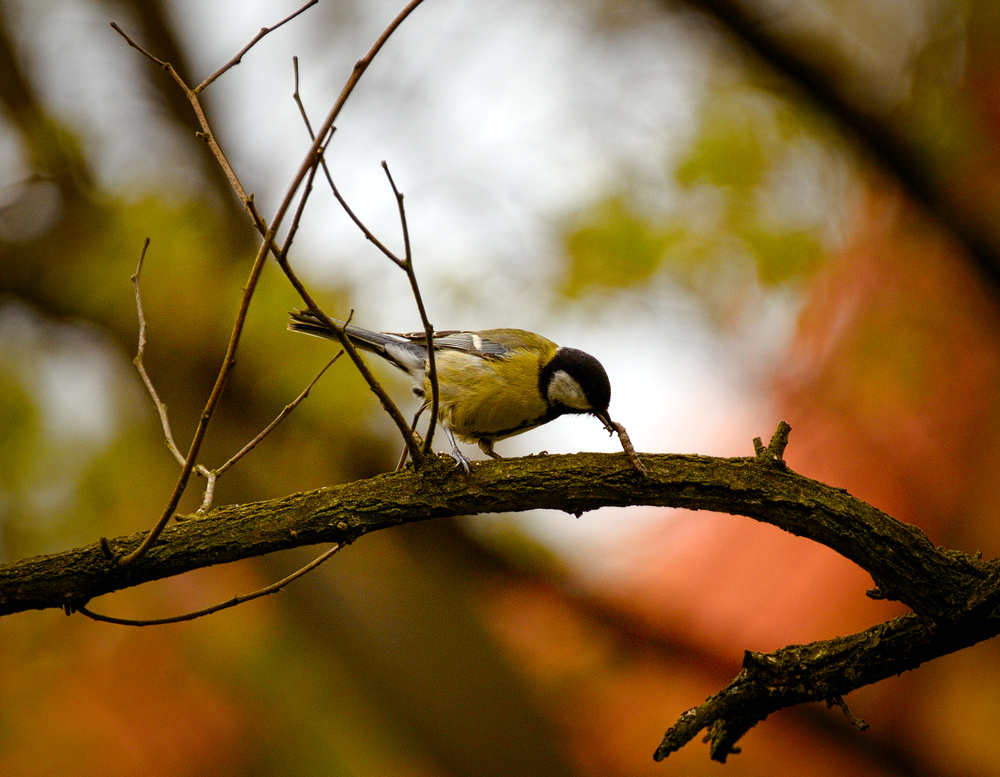
Mésange charbonnière tenant une chenille dans son bec.

En période de reproduction (printemps et été), le régime alimentaire de la Mésange charbonnière est essentiellement insectivore. Elle se nourrit particulièrement de petits invertébrés (blattes, sauterelles, criquets, demoiselles, petites libellules, chrysopes, perce-oreilles, punaises, fourmis, mille-pattes, mites, papillons de nuit, mouches, abeilles, guêpes, coléoptères, araignées, opilions, escargots, cloportes), de larves, de petits fruits et de graines (notamment du hêtre et du noisetier).
En dehors de cette période, le régime alimentaire est majoritairement granivore (graines, complétées de baies, de bourgeons, de nectar des fritillaires et des groseilliers, de pollen, voire de sève des noyers et des vignes au printemps ou de noix et de suif l'hiver) et un peu insectivore (œufs d'insectes, araignées). Par ailleurs, la Mésange charbonnière visite les mangeoires, où elle consomme notamment des graines de tournesol, des arachides. Elle ne se constitue pas de réserves de nourriture, et il lui arrive de voler de la nourriture dans les caches des Mésanges nonnettes et des Mésanges noires,.
Les oisillons sont nourris essentiellement de chenilles de papillons dans les forêts à feuilles caduques et d'araignées, dans les forêts de conifères ce sont plutôt des larves de mouches à scies, des blattes et des chenilles processionnaires qui sortent de leurs nids durant la deuxième quinzaine du mois d’avril.
La Mésange charbonnière cherche de la nourriture à tous les niveaux des arbres, même si elle évite généralement la canopée, et même parfois au sol. Elle sait faire preuve d'astuce en se nourrissant de la graisse qui peut subsister sous la peau des carcasses abandonnées par les prédateurs. Elle peut également utiliser une aiguille de pin comme outil pour déloger des larves, ou tapoter de son bec les ruches en hivernage pour inciter des abeilles à en sortir pour s’en nourrir,. Selon des observations effectuées dans les années 1920 au sud de Londres, des Mésanges bleues et charbonnières ont développé différentes techniques pour ouvrir les capsules de carton ou d’aluminium des bouteilles de lait déposées le matin sur le perron des maisons anglaises. Cette technique s'est rapidement répandue dans toute l'Angleterre, au point que les ornithologues ont pu parler d'apprentissage culturel (en). L'éthologiste Louis Lefebvre met en évidence que cette transmission culturelle est plus rapide sans imitation, l'oiseau déduisant la technique à adopter juste en observant une bouteille déjà décapsulée.

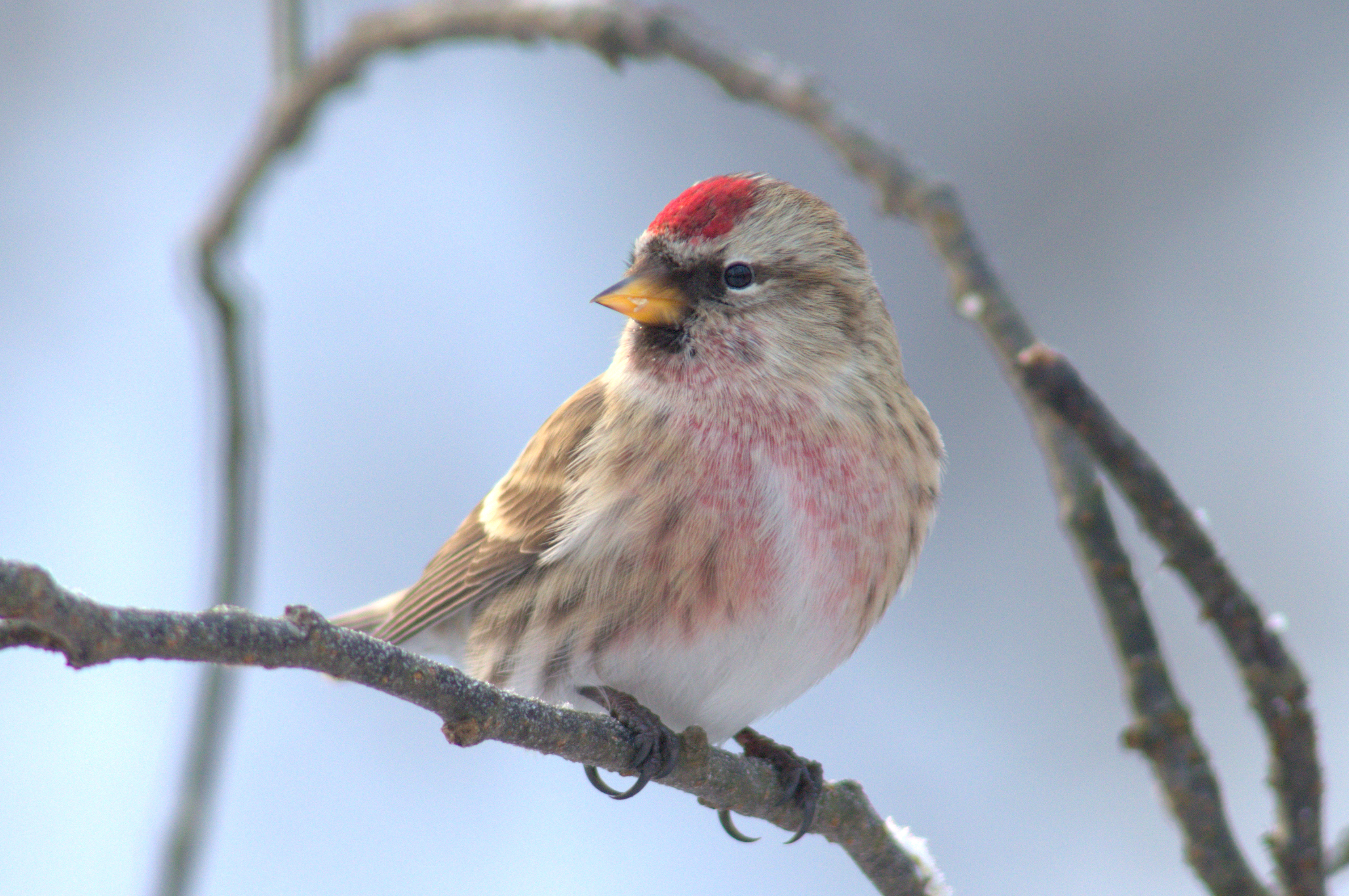
Sizerin flammé.

La Mésange charbonnière est également capable de s'attaquer à des vertébrés vivants parfois aussi gros qu'elle. Son bec puissant par rapport à sa taille peut à l'occasion lui servir à tuer, et à briser le crâne d'autres passereaux ou de chauves-souris,. Concernant les passereaux, des attaques de Mésanges charbonnières ont ainsi été observées sur plusieurs espèces d'oiseaux notamment sur le Sizerin flammé, le Roitelet huppé et le Gobemouche noir. Les attaques peuvent certes avoir un objectif alimentaire, mais peuvent également permettre de s'approprier un nid. Dans le cas des chauves-souris, des chercheurs ont observé des Mésanges charbonnières s'introduire dans des cavités pour y dénicher des chauves-souris alors hibernantes et leur ouvrir le crâne pour manger leur cerveau. Ce comportement d'alimentation sur des cerveaux, observé chez d'autres espèces, notamment des pics, est peut-être un moyen efficace d'absorption de nutriments riches pour passer l'hiver.

### Reproduction

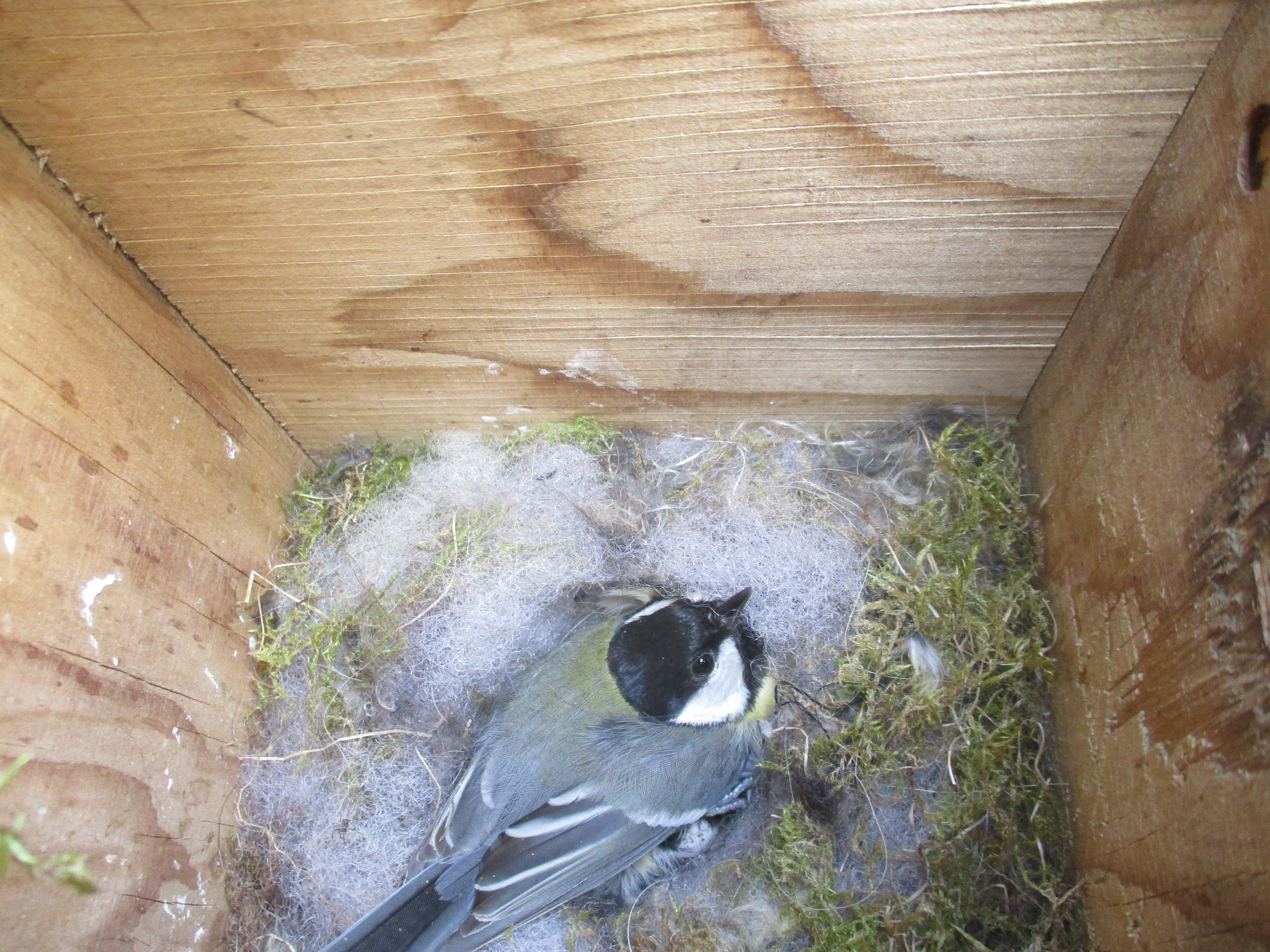
Charbonnière sur nid dans un nichoir.

La Mésange charbonnière effectue le plus souvent deux couvées de cinq à douze œufs par an, généralement entre janvier et septembre, la période exacte dépendant des régions. L'inspection des endroits propices a souvent commencé dès l'automne précédent et la formation des couples s'achève, en Europe centrale, en février au plus tard. C'est le mâle qui attire la femelle vers le site de reproduction potentiel en y volant de manière répétée, en tapotant les bords de la cavité et en lui offrant de la nourriture. Le nid est construit par la femelle dans le trou d'un arbre, d'un mur ou dans un nichoir, à une hauteur généralement inférieure à six mètres. Sa construction dure entre cinq et douze jours : il est composé de brindilles, de mousse, de brins d'herbe, de flocons de laine, de touffes de poils et de crins.

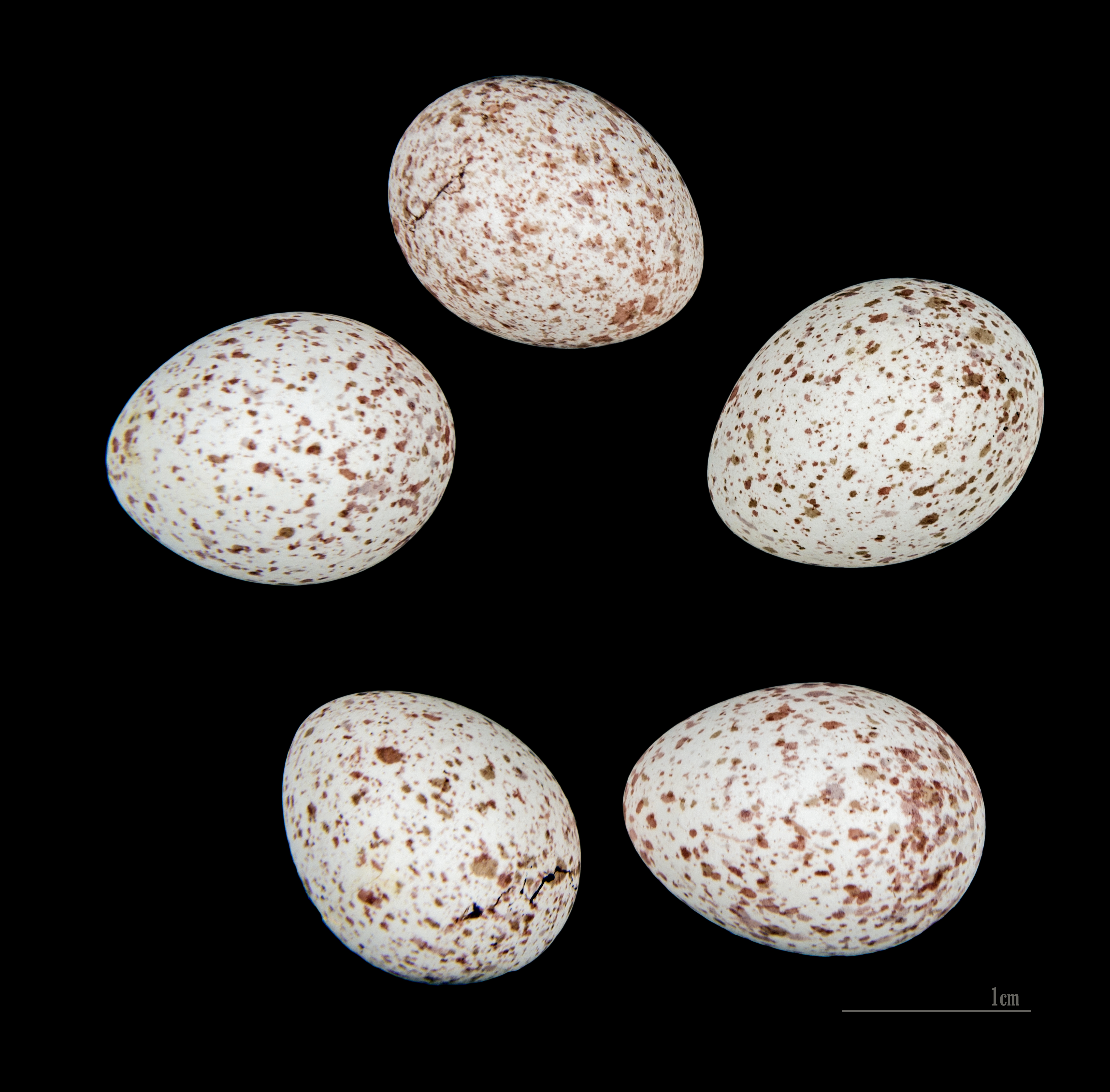
Œufs de Parus major excelsus Muséum de Toulouse.

 La ponte commence alors que le nid n'est pas encore achevé et la femelle pond chaque œuf à un jour d'intervalle du précédent. Les œufs sont couvés par la femelle entre 12 et 15 jours et l'éclosion se déroule sur une période de deux à quatre jours. Le mâle lui fournit une partie de son alimentation pendant la couvaison et jusqu'à l'envol des jeunes. Les petits restent au nid entre 16 et 22 jours après l'éclosion. Pendant une à deux semaines, la famille reste regroupée dans un rayon de quelques centaines de mètres autour du nid, même si les jeunes n'y retournent plus après leur envol. Lorsqu'il y a une deuxième couvée, les jeunes de la première couvée restent moins longtemps près des parents. La seconde couvée a rarement lieu dans le même nid que la première, mais les deux nids sont généralement proches l'un de l'autre.
La Mésange charbonnière est fidèle à son secteur de nidification et y reste année après année. Si la défense de ce secteur est peu marquée pendant l'été, elle s'intensifie dès le mois de septembre, et les jeunes, qui ont passé l'été en groupes, doivent alors chercher leur propre territoire ailleurs : ils en trouvent généralement un avant l'hiver, situé entre 200 et  4 500 mètres de leur lieu de naissance.
Cette mésange est monogame mais une bigamie simultanée paraît régulière au moins dans les habitats optimaux, comme le montre une étude sur la polygynie des mésanges qui conclut que ce mode de reproduction est à l'avantage des mâles, les copulations extraconjugales augmentant leur succès reproducteur sans qu'ils ne doivent intervenir dans l'élevage des jeunes.

### Comportement social

#### Sociabilité
La Mésange charbonnière est un oiseau grégaire : en dehors des périodes de nidification, elle vit en groupe avec d'autres congénères, bien qu'il lui arrive parfois d'intimider ses congénères en écartant les ailes pour s'approprier une source de nourriture. Elle participe en revanche moins aux rondes de passereaux que d'autres espèces. Elle dort seule, dans une petite cavité ou un nichoir, qui n'est pas toujours le même mais qui est toujours situé dans le même secteur. En été, elle dort régulièrement dans le feuillage des arbres et buissons. C'est une visiteuse habituelle des mangeoires en hiver.

#### Migration
La Mésange charbonnière est majoritairement sédentaire, mais des migrations partielles ont lieu en automne certaines années, notamment en Europe centrale. Ce sont essentiellement des jeunes qui migrent et ils se joignent alors souvent à des Mésanges bleues et des Mésanges noires. Le retour a lieu entre février et avril, mais le mouvement est moins important dans ce sens, une partie des migrantes ne revenant plus dans leur région natale et une partie mourant en route. Ce sont essentiellement les Mésanges charbonnières d'Europe centrale — de la mer Baltique à l'arc alpin — qui migrent, celles établies dans les îles Britanniques et en Méditerranée étant très sédentaires et les Scandinaves ne semblant pas migrer hors de la péninsule. Ces migrations dites « irruptives » sont probablement dues à des phases de surpopulation, par exemple en raison d'un hiver doux.

#### Chant et cris

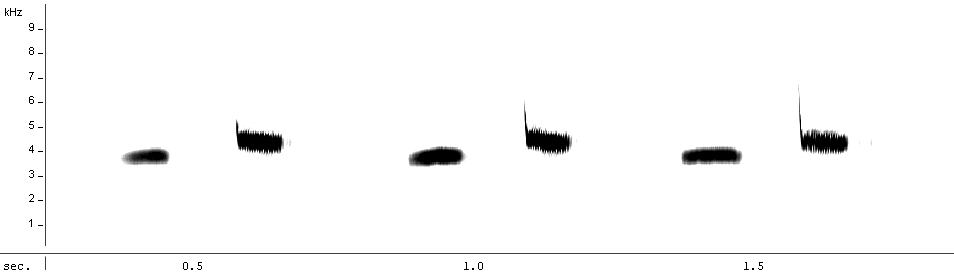
Sonagramme d'un chant de mésange charbonnière (Parus major).

La Mésange charbonnière zinzinule et dispose d'un répertoire très varié, davantage que celui des autres mésanges. « Très audibles, ses phrases, basées sur 2, 3 ou 4 notes aiguës et au rythme bien marqué, sont répétées de nombreuses fois. […] Elles présentent de multiples variantes : chaque individu en possède normalement plusieurs (de 2 à 6), de tempo différent. » C'est entre février et juin que les chants de la Mésange charbonnière se font le plus entendre, tandis qu'ils sont presque absents en juillet, août et novembre.

### Longévité
Une Mésange charbonnière peut atteindre une quinzaine d'années, mais l'espérance de vie en milieu naturel n'excède souvent pas quelques années (2 à 3 ans). 87 % meurent en effet avant la fin de leur première année, tandis que 49 % des adultes meurent chaque année.

### Prédateurs et parasites

#### Prédateurs
L'Épervier d'Europe est un important prédateur des Mésanges charbonnières, les jeunes des secondes couvées étant plus exposés, en partie à cause du besoin accru de nourriture de l'épervier pour ses propres petits en développement,. Les nids sont pillés par le Pic épeiche, en particulier lorsqu'ils occupent certains types de nichoirs, ainsi que par le Geai des chênes. L'Écureuil gris, introduit dans certaines parties d'Europe, et la Belette d'Europe pillent également les nids et peuvent par ailleurs également attaquer les adultes en train de nicher. Enfin, le Chat domestique est également un prédateur de la Mésange charbonnière.

#### Parasites
Une espèce de pou des oiseaux (Mallophaga), nommée Rostrinirmus hudeci, a été isolée et décrite en 1981 sur des Mésanges charbonnières d'Europe centrale. La puce Ceratophyllus gallinae est extrêmement commune dans les nids. Cette puce est de préférence précédée par l'histéridé Gnathoncus punctulatus. Le coléoptère Microglotta pulla se nourrit également de puces et de leurs larves. Bien que ces coléoptères restent souvent dans des nids déserts, ils ne peuvent se reproduire que dans les températures élevées produites par les oiseaux qui couvent, les mésanges étant les hôtes préférés.

## Habitat et répartition

### Répartition
La Mésange charbonnière est présente partout en Europe à l'exception de l'Islande, dans le Nord-Ouest de l'Afrique du Nord et dans la majeure partie de l'Asie,.

### Habitat

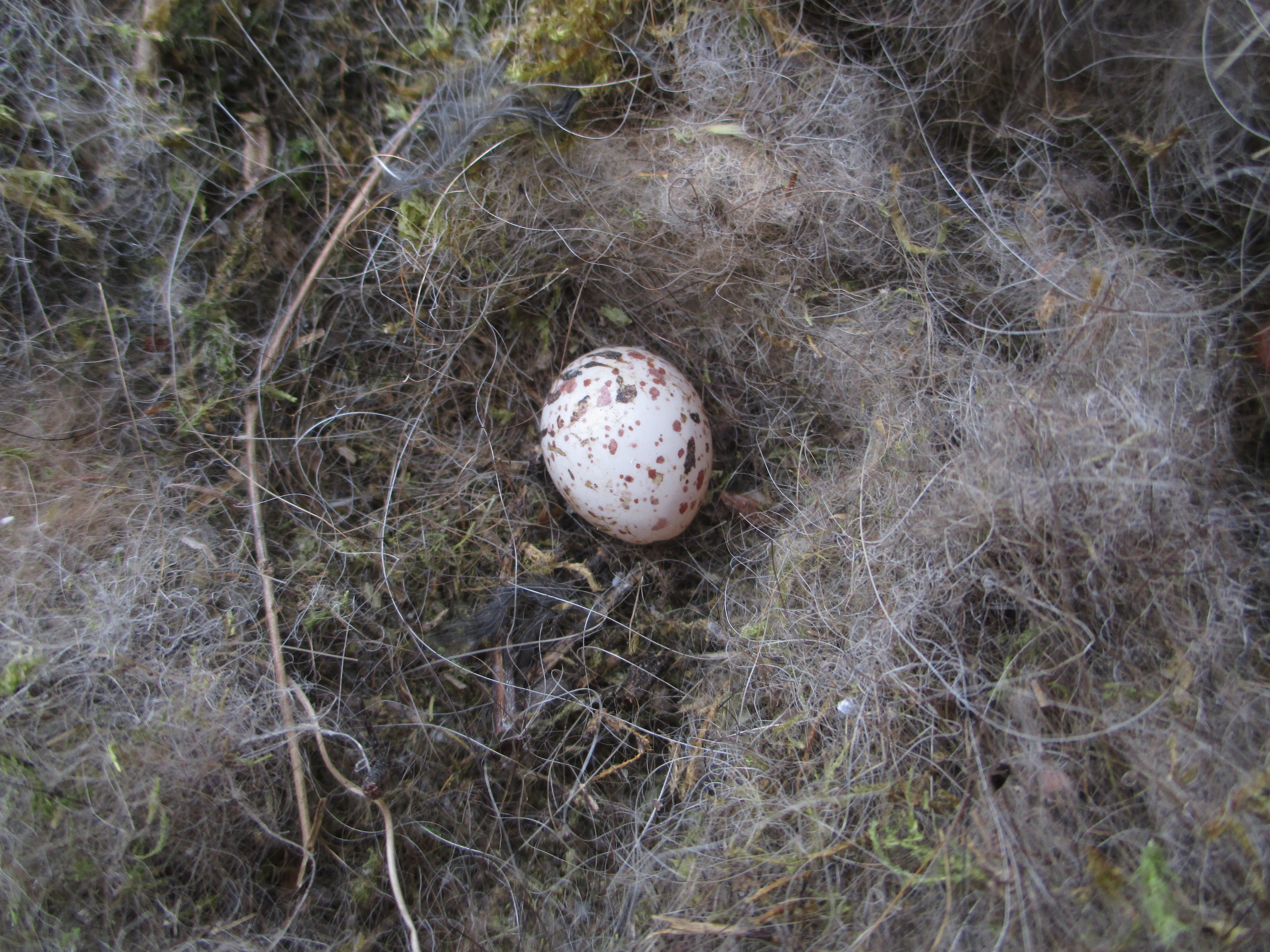
Nid de mésange charbonnière, avec œuf, dans un nichoir.

La Mésange charbonnière occupe presque tous les habitats : forêts de conifères, de feuillus, ou mixtes, taïga, parcs, jardins, haies et vergers,. Elle a toutefois une préférence pour les feuillus et on la trouve peu dans les massifs denses de conifères. Elle vit fréquemment autour des habitations humaines. Elle vit principalement en plaine, notamment en Europe, mais elle niche tout de même jusqu'à 1 950 m d'altitude en Suisse. En Chine, elle a été vue jusqu'à 4 420 m dans le Sichuan. Le nid est généralement construit dans un trou d'arbre — souvent des chênes en Europe et en Afrique du Nord, ou encore des bouleaux et des saules en Sibérie et en Chine,. D'autres espèces d'arbres ont sa faveur dans son aire de répartition, notamment le genévrier en Jordanie et au Pakistan. Elle fréquente également les nichoirs, mais elle peut parfois nicher dans les endroits les plus inattendus : feux de circulation, camions au repos, boîtes à lettres, parpaings ou vieilles machines. En ce qui concerne les nichoirs, elle peut se trouver en compétition avec le Moineau domestique.
La Mésange charbonnière dort et niche dans un territoire relativement restreint de trois à quatre hectares auquel elle reste fidèle, tandis qu'elle se déplace dans un rayon de 30 à 40 hectares. Son territoire de reproduction à proprement parler peut ne pas dépasser un demi-hectare, si bien qu'il peut y avoir plus de quinze couples sur une zone de dix hectares. La fécondité est toutefois meilleure lorsque la densité ne dépasse pas trois couples par zone de dix hectares.

## Systématique

### Dénomination
Le nom vernaculaire de la Mésange charbonnière est issu du francique meisinga (« mésange »), probablement dérivé de l'ancien haut allemand meisa ou maisa, adjectif qui signifie « menu »,, et du latin classique carbonarius, c'est-à-dire relatif au charbon, en raison de sa couleur noire.
Son nom binominal taxinomique Parus major vient de parra (« oiseau de mauvais augure ») et de major (« plus grand »). L'espèce a été décrite par le naturaliste suédois Carl von Linné en 1758, mais ce nom avait déjà été utilisé par Francis Willughby au XVIIe siècle.

### Synonymes
La Mésange charbonnière est parfois également appelée Mésange grande-charbonnière.

### Sous-espèces

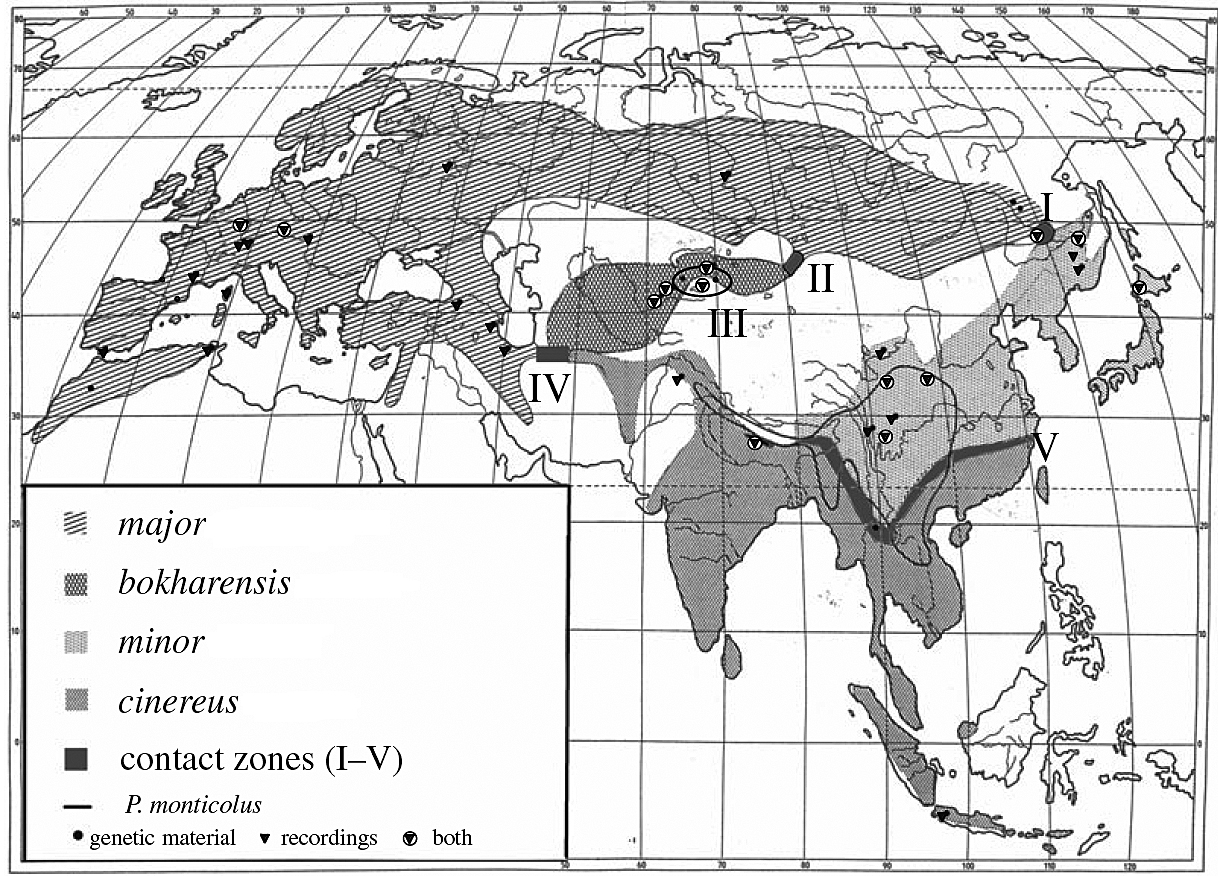
Le complexe Parus major.

Cet oiseau est représenté par quinze sous-espèces:
- newtoni des îles Britanniques, des Pays-Bas, de Belgique et du nord-ouest de la France ;
- major d'Europe (de la Scandinavie au centre de l'Espagne, au centre de l'Italie et aux Balkans), de Sibérie occidentale, d'Asie mineure, du Caucase et d'Azerbaïdjan ;
- kapustini du nord-ouest de la Chine, de Mongolie et de Sibérie orientale ;
- corsus du Portugal, du sud de l'Espagne et de Corse;
- mallorcae des îles Baléares ;
- ecki de Sardaigne ;
- excelsus du nord-ouest de l'Afrique;
- aphrodite du sud de l'Italie, du sud de la Grèce, des îles de la mer Égée et de Crète ;
- niethammeri de Crète ;
- terraesanctae du Liban, de Syrie, d'Israël, de Jordanie et du nord-est de l'Égypte ;
- blanfordi du nord de l'Irak et de l'Iran ;
- intermedius du nord-est de l'Iran et du Turkestan ;
- bokharensis du sud et du centre du Kazakhstan, de l'Ouzbékistan, du Turkménistan, de l'extrême nord-est de l'Iran et de l'est et du nord de l'Afghanistan ;
- ferghanensis des montagnes du Tadjikistan et du Kirghizistan ;
- turkestanicus du lac Baïkal à l'ouest de la Chine et au sud-ouest de la Mongolie.

## Maladies

### Variole aviaire et Mésange charbonnière
Depuis quelques années, une forme émergente d'une virose (poxvirose ou variole aviaire) préoccupe les vétérinaires et les ornithologues. Cette virose est connue depuis longtemps et réputée plutôt bénigne chez d'autres espèces d'oiseaux sauvages. Elle peut toutefois provoquer de grosses tumeurs qui gênent les oiseaux atteints pour voir, voler ou manger. Ces tumeurs — surtout présentes sur la tête (autour des yeux et du bec notamment) ou sur les pattes ou en bout d'ailes — les rendent aussi plus vulnérables à la prédation. Elle peut être transmise aux autres espèces via des lésions de type abrasion de la peau, mais également par des moustiques.
Si de premiers cas de variole aviaire chez la Mésange charbonnière ont été observés en Norvège dès le début des années 1970, les cas sont longtemps restés rares chez les paridés. Depuis 2005 toutefois, cette pathologie présente une importance écoépidémiologique et des symptômes très inhabituels chez la Mésange charbonnière. Certains oiseaux guérissent, mais le taux de mortalité est important, et la survie des juvéniles fortement diminuée.
Quatre mésanges victimes de ce virus ont d'abord été détectées en Autriche (publication 2007) et quinze en Hongrie (publication 2008) (15 individus malades parmi 1 819 Mésanges charbonnières, capturées pour être baguées (en 2007) dans les montagnes de Pilis). L'analyse génétique des isolats hongrois laisse penser qu'ils sont proches ou identiques à ceux isolés en Norvège en 1973 et en Autriche en 2007. De 2006 à 2010, 189 cas ont été rapportés au Royaume-Uni. Avec l'aide du public, les scientifiques de la Royal Society for the Protection of Birds (RSPB) et la Zoological Society of London (ZSL) ont mis en évidence une rapide extension de la maladie (en cinq ans) du sud-est du pays vers le centre et le Pays de Galles, avec un pic saisonnier annuel en début d'automne. L'étude génétique du virus « anglais » laisse penser qu'il s'agit de la souche déjà observée en Scandinavie, et plus récemment en Europe centrale, et peu probablement d'un virus apparu en Grande-Bretagne. La transmission de la variole aviaire par des moustiques explique probablement la diffusion géographique de la maladie, notamment au Royaume-Uni, alors que la Mésange charbonnière ne migre pas depuis le continent. D'autres cas ont également été identifiés en France, autour de l'estuaire de la Gironde, puis en Sarthe et plus récemment en région parisienne.
Une étude réalisée par l'université d'Oxford dans une forêt anglaise semi-naturelle (Wytham Woods de la vallée de la Tamise, à l'est d'Oxford) a confirmé que d'autres espèces de mésanges que la charbonnière sont sensibles à cette nouvelle forme de la maladie, mais que la Mésange charbonnière y est nettement plus sensible que les autres oiseaux.

## La Mésange charbonnière et l'Homme

### La Mésange charbonnière comme sujet d'étude ornithologique
La fréquentation régulière des nichoirs a fait de la Mésange charbonnière un sujet d'étude précieux en ornithologie ; elle a été particulièrement utile comme modèle pour l'étude de l'évolution de divers traits de l'histoire de la vie, en particulier la taille des couvées. L'étude d'une base de données bibliographiques a permis de trouver 1 349 articles relatifs à la Mésange charbonnière pour la période comprise entre 1969 et 2002. Elle est par conséquent l'une des espèces d'oiseaux les plus étudiées.

### Lutte biologique

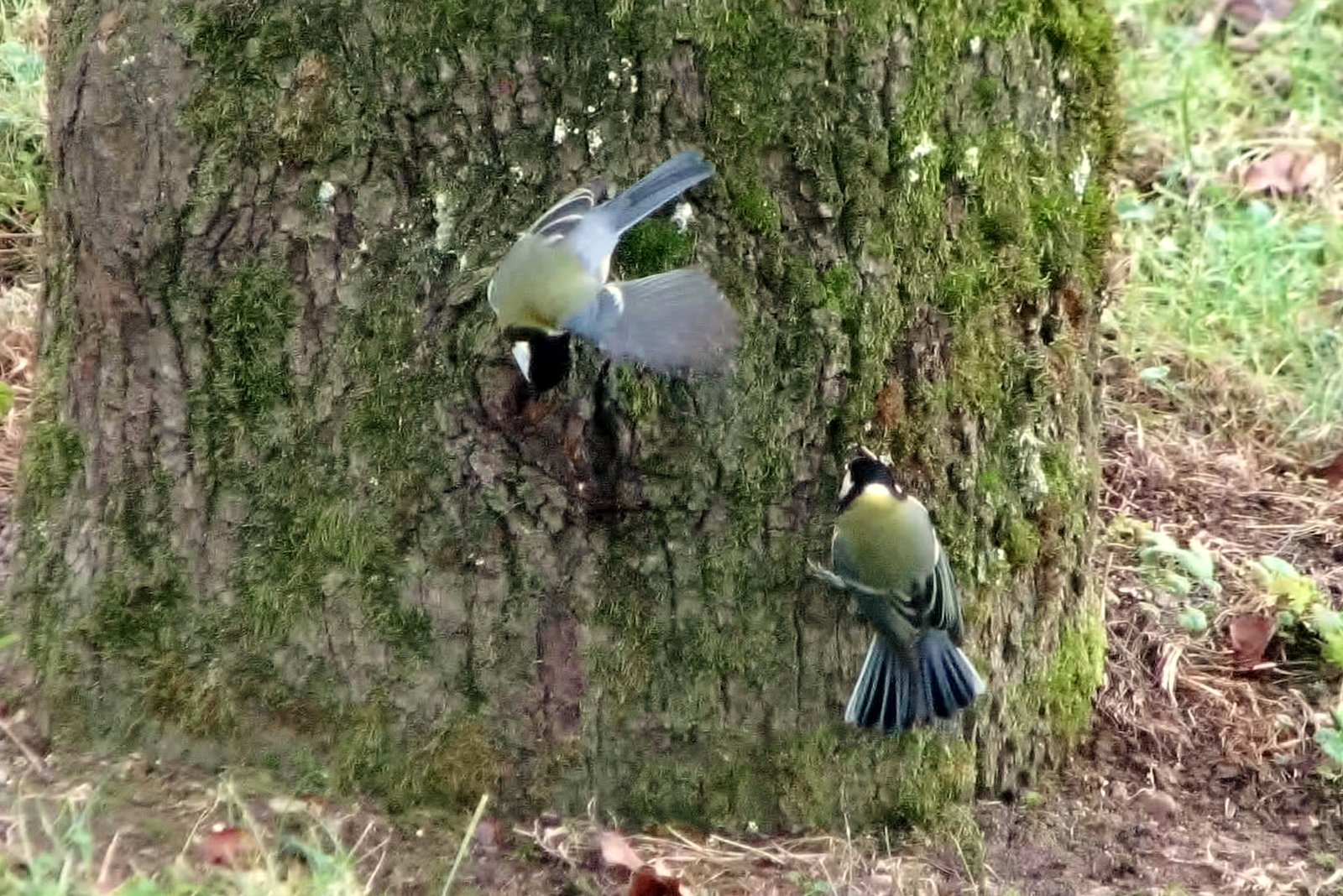
Mésanges charbonnières sur le tronc d'un vieux pommier.

Les mésanges sont utilisées par les jardiniers comme moyen de lutte biologique,. Les arboriculteurs soucieux de limiter l'usage de pesticides placent parfois des nichoirs à mésanges dans les vergers afin que celles-ci mangent les vers de la pomme et les pucerons. Cette technique est aussi préconisée pour lutter contre la chenille processionnaire.
Elle semble aussi manger la chenille (mineuse du marronnier) responsable de la défoliation prématurée des marronniers l'été en ville, notamment à Paris. Les jardiniers de la ville ont constaté un meilleur état des arbres dû à une moindre population de chenilles dans les jardins où ils maintiennent les mésanges l'hiver.

### Protection en France
La Mésange charbonnière bénéficie d'une protection totale sur le territoire français depuis l'arrêté ministériel du 17 avril 1981 (modifié en 2009) relatif aux oiseaux protégés sur l'ensemble du territoire, remplacé le 29 octobre 2009 par l'arrêté ministériel fixant la liste des oiseaux protégés sur l'ensemble du territoire et les modalités de leur protection. Il est donc interdit de la détruire, la mutiler, la capturer ou l'enlever, de la perturber intentionnellement ou de la naturaliser, ainsi que de détruire ou enlever les œufs et les nids, et de détruire, altérer ou dégrader son milieu. Qu'elle soit vivante ou morte, il est aussi interdit de la transporter, colporter, de l'utiliser, de la détenir, de la vendre ou de l'acheter s'il s'agit d'oiseaux prélevés dans le milieu naturel. Depuis mars 2006 et en application de la réglementation européenne, ces interdictions ne s'appliquent plus aux oiseaux nés et élevés en captivité.